# Behind the Wheel
«Behind the Wheel» - третій сингл з шостого студійного альбому Music for the Masses британського гурту Depeche Mode і 20-й у дискографії гурту; вийшов 28 грудня 1987. Досягав 21-й позиції у британських чартах і був під №6 у Західної Німеччини.

## Подробиці
Як бі-сайд використана кавер-версія пісні Боббі Траупа «Route 66», що вийшла у 1946, і отримала свою назву на честь американського шосе 66. Музика для кавера подібна, а часом ідентична «Behind the Wheel» (особливо під час переходу). Є кілька міксів, в яких перемішуються обидві композиції. Мартін Гор виконує основний вокал в «Route 66», в той час як «Behind the Wheel» Дейв Гаан і Гор виконують разом. Під час туру на підтримку альбому Violator, що проходив у 1990, Гаан виконував основний вокал в «Route 66» замість Гора.
Існують також мікси обох пісень, сповнені англійським колективом Beatmasters. «Route 66 (Beatmasters Mix)» присутній в збірнику Remixes 81–04. Реміксована версія використовувалася у промо ігрового телешоу «Вгадай мелодію» і у радіо оголошення, в якому Вулфмен Джек переконував молодих людей вставати на військовий облік.
У 1989 сингл зайняв 30-ту сходинку у списку 100 найкращих синглів усіх часів за версією журналу Spin.

## Музичне відео
Існують два музичних кліпи на пісню «Behind the Wheel». В оригінальній версії, присутній на відеоальбому Strange, використаний мікс альбомної версії. Є також скорочена версія, виготовлена з використанням ремікс-версії з релізу 7". Вона мається на відеоальбому The Videos 86>98. Режисером обох версій виступив Антон Корбейн. Відео, зняте в Італії, починається кадрами, де автомобіль, який з'являвся до цього в кліпі на пісню «Never Let Me Down Again», буксирують геть. Таким чином, кліп є свого роду неофіційними продовженням кліпу на заголовну пісню з попереднього синглу.